# Fear (album, Royal Hunt)
Fear je páté studiové album dánské progresivní metalové hudební skupiny Royal Hunt. Vydáno bylo v roce 1999 hudebním vydavatelstvím SPV GmbH (v Evropě) a Magna Carta Records (v USA). Producentem nahrávky byl klávesista André Andersen, který je rovněž autorem všech skladeb. Jde o první album kapely, na kterém zpíval John West.

## Seznam skladeb
Autorem všech skladeb je André Andersen.
| Pořadí | Název            | Délka |
| ------ | ---------------- | ----- |
| 1.     | Fear             | 9:38  |
| 2.     | Faces of War     | 6:56  |
| 3.     | Cold City Lights | 5:23  |
| 4.     | Lies             | 7:44  |
| 5.     | Follow Me        | 6:22  |
| 6.     | Voices           | 5:20  |
| 7.     | Sea of Time      | 7:44  |

## Obsazení
Royal Hunt
- André Andersen – klávesy
- John West – zpěv
- Steen Mogensen – baskytara
- Jacob Kjaer – kytara
- Allan Sørensen – bicí

Ostatní hudebníci
- Kenny Lubcke – doprovodné vokály
- Henrik Brockmann – doprovodné vokály